# Ralph Bathurst

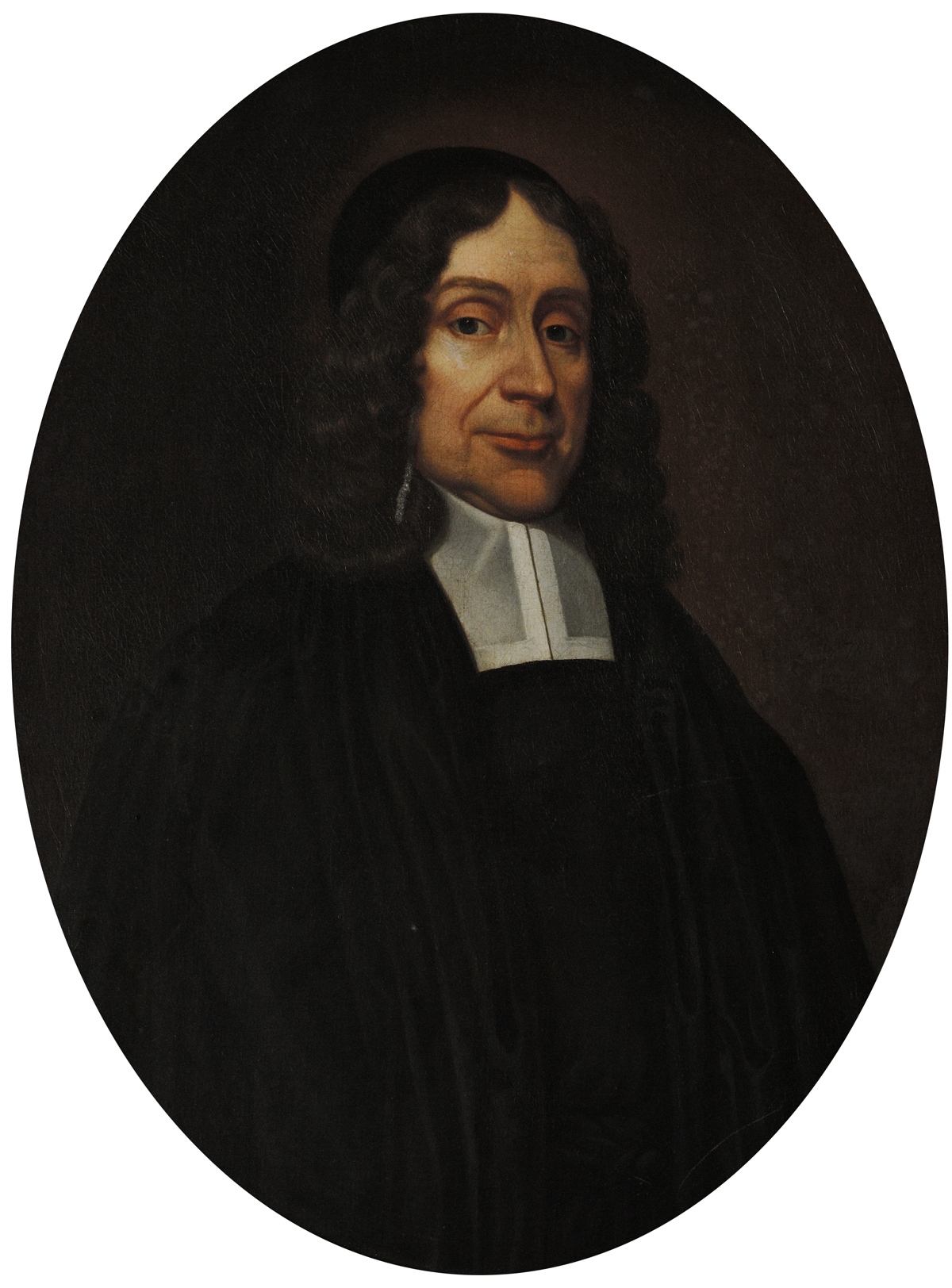
Ralph Bathurst, Gemälde von Godfrey Kneller (1694)

Ralph Bathurst (* 1620 in Hothorpe, Northamptonshire; † 14. Juni 1704 in Oxford) war ein englischer Chemiker, Arzt und Geistlicher.

## Leben und Wirken
Bathurst studierte Theologie am Trinity College der Universität Oxford mit dem Bachelor-Abschluss 1638 und wurde 1644 als Priester der Anglikanischen Kirche ordiniert. Aufgrund des Englischen Bürgerkriegs wurden seine Karriereaussichten in der Kirche schlecht und er wandte sich der Medizin zu und gehörte zu einem Kreis von experimentellen Wissenschaftlern in Oxford (unter anderem John Wilkins, Thomas Willis, Christopher Wren, Robert Boyle), die später vielfach zu den Gründern der Royal Society gehörten. Außerdem war er in einem Medizinerkreis, der der Tradition William Harveys folgte, aber den Royalisten nahestand. In den 1650er Jahren praktizierte er als Arzt in Abingdon (Oxfordshire) und unter Daniel Whistler (1619–1684) bei der Behandlung verwundeter Seeleute der Royal Navy aus dem Ersten Englisch-Niederländischen Krieg. Nach der Restauration wandte er sich wieder einer kirchlichen Karriere zu. 1664 wurde er Präsident des Trinity College in Oxford und initiierte von seinem Freund Christopher Wren entworfene Neubauten. 1670 wurde er zusätzlich Dekan der Kathedrale von Wells und war 1673 bis 1676 Vizekanzler der Universität Oxford.
In seiner medizinischen Dissertation Praelectiones tres de respiratone in Oxford 1654 (veröffentlicht 1761)  entwarf er Theorien der Atmung, die von John Mayow (1669) und Robert Boyle aufgegriffen wurden. Die Luft enthielt nach ihm einen salpeterartigen Nährstoff (Pabulum nitrosum), der über die Lunge und das Blut zu den Organen gelangte. In Experimenten in geschlossenen Gefäßen fand er, dass Atmung wie die Verbrennung ohne Luft nicht möglich ist. Das von ihm als Salpeter-artig bezeichnete Element der Luft wurde im 18. Jahrhundert als Sauerstoff identifiziert (Joseph Priestley u. a.).
Er war einer der Ärzte bei der Obduktion von Anne Greene, die gehängt worden war aber bei Beginn der Obduktion wiederbelebt werden konnte.
Am 19. August 1663 wurde Bathurst als Mitglied („Fellow“) in die Royal Society gewählt.
Er fand lobende Erwähnung als Gelehrter in einem Gedicht von John Dryden. Auch von Bathurst stammen englische und lateinische Gedichte.